# Laaken (Wuppertal)
Laaken ist ein Ortsteil im Wohnquartier Herbringhausen im Wuppertaler Stadtbezirk Langerfeld-Beyenburg.

## Geographie

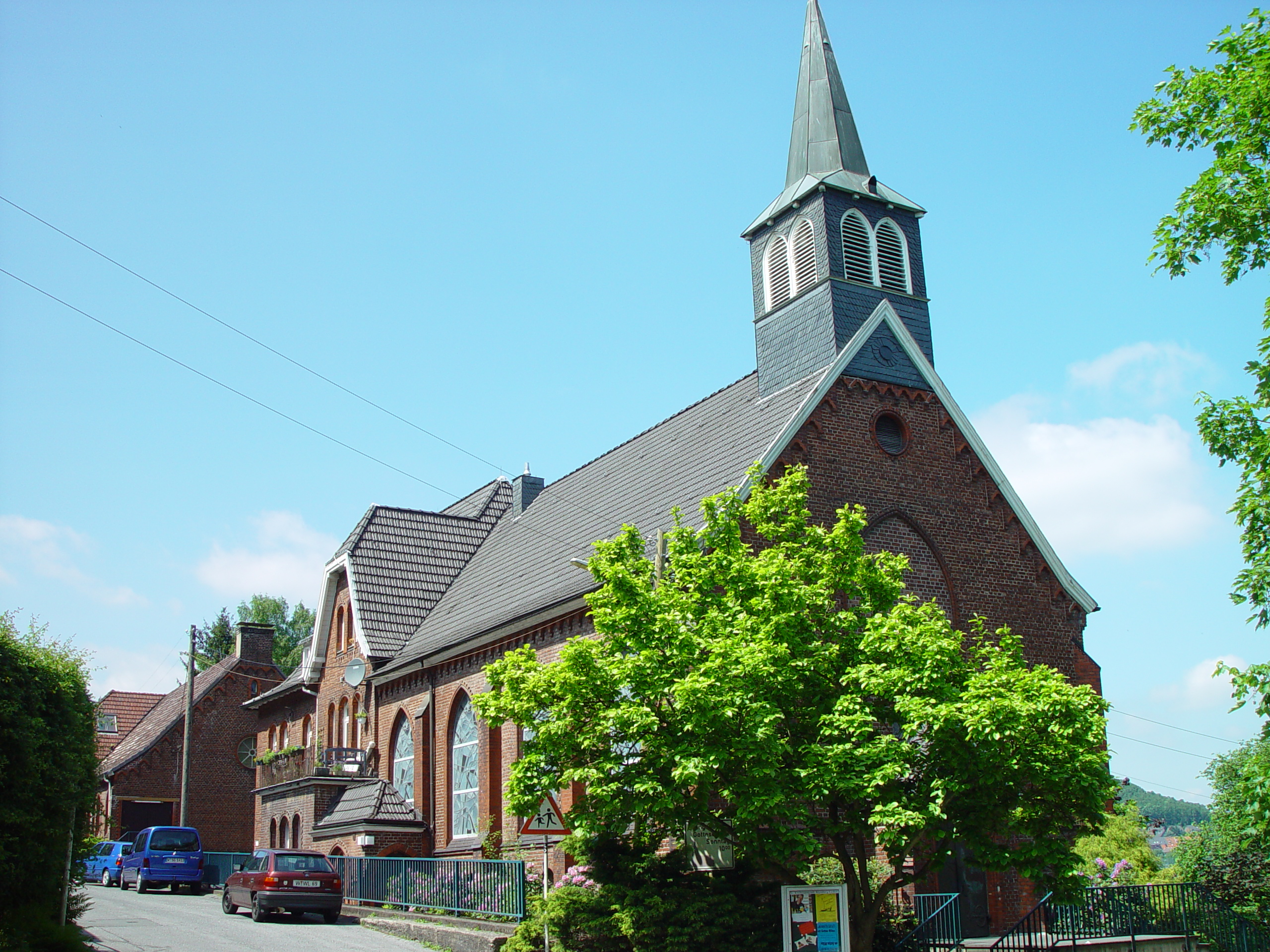
Die Laaker Kirche

Laaken liegt im Tal der Wupper am Rande des Marscheider Walds im östlichen Stadtgebiet Wuppertals. Nach Südwesten steigt das Gelände auf die Marscheider Hochfläche an, im Nordosten erhebt sich auf der anderen Flussseite der Ehrenberg. 
Die Wohnbebauung liegt fast ausschließlich auf der linken Wupperseite. Es existieren drei geschlossene Siedlungsbereiche:
- An der Mündung des Bachs Eschensiepen der Siedlungsbereich Eschensiepen mit dem Straßenzug Zu den Erbhöfen am Fuße des Marscheider Bergs. Dort befinden sich die katholische und de evangelische Kirche des Ortsteils, die beiden konfessionellen Friedhöfe sowie eine Grundschule. Dieser Siedlungsbereich ist aus dem in Höhe eines großen Stauteichs gelegenen frühneuzeitlichen Hof Untere Laaken / Unterste Laaken hervorgegangen.
- An der Mündung des Marscheider Baches der Siedlungsbereich Obere Laaken mit starker Wohnbebauung und Wupperüberquerung. Dieser Siedlungsbereich ist aus dem frühneuzeitlichen Hof Oberste Laaken hervorgegangen.
- Am Fuß des Paulsbergs befindet sich ein weiterer kleinerer Siedlungsbereich.

Zu beiden Seiten der Wupper liegt das Stammwerk der Firma Vorwerk, in dem das Staubsauger- und Raumpflegesystem Kobold entwickelt und produziert wird. Am Ortsrand zwischen Obere Laaken und dem Siedlungsbereich am Fuß des Paulsbergs befand sich auf der anderen Wupperseite das KZ Kemna.

## Etymologie und Geschichte
Der Name Laaken leitet sich vermutlich etymologisch von dem Begriff Landwehr ab, nicht von einem Stillgewässer (Lake). Im Spätmittelalter wurden Schlagbäume in einer Landwehr oft auch als Lackbaum bezeichnet. Mit einer Flur Frankenbaum bei Laaken ist ein weiterer Hinweis auf einem Landwehrdurchgang mit Schlagbaum gegeben. Begründet ist die Namensherkunft mit der Barmer Linie der bergischen Landwehr, die im Spätmittelalter bis in die Neuzeit unmittelbar am südlichen Ortsrand verlief. Der Straßenname Laaker Landwehr weist als Pleonasmus noch heute auf diese alte Grenzbefestigung hin, von der nur noch sehr wenige, stark verschliffene Reste im Marscheider Wald zu finden sind.
Laaken wurde erstmals 1597 urkundlich erwähnt. Der Hof war zu dieser Zeit Teil der Villikation unter dem Oberhof Mosblech, der ein Allod der bergischen Herzöge war, und gehörte zur Honschaft Garschagen. Um 1715 waren laut der Topographia Ducatus Montani nur die Höfe Obere und Untere Laaken besiedelt. Ab 1754 ist am Marscheider Bach der Untere Laaker Hammer, auch Mottehammer genannt, konzessioniert, der bis 1959 als Raffinierhammer diente. 
1815/16 lebten 50 Einwohner im Ort. 1832 war Laaken weiterhin Teil der Honschaft Garschagen, die seit der Franzosenzeit der Bürgermeisterei Lüttringhausen angehörte. Der laut der Statistik und Topographie des Regierungsbezirks Düsseldorf als Weiler bezeichnete Ort wurde Laacken genannt und besaß zu dieser Zeit acht Wohnhäuser und drei landwirtschaftliche Gebäude. Zu dieser Zeit lebten 48 Einwohner im Ort, alle evangelischen Glaubens. Im Gemeindelexikon für die Provinz Rheinland von 1888 werden neun Wohnhäuser mit 146 Einwohnern angegeben.
Die großflächige Besiedlung erfolgte erst in der zweiten Hälfte des 19. Jahrhunderts. Die 1828 in Elberfeld gegründete Textildruckerei Gebr. Bockmühl, Schlieper und Hecker siedelte 1853 teilweise unter dem Namen Schlieper und Baum nach Laaken über und schuf dort für die Arbeiterschaft nah gelegenen Wohnraum. 
Die Bewohner gehörten lange Zeit hauptsächlich der evangelischen Kirchengemeinde in Lüttringhausen an, strebten aber aufgrund der großen Entfernung von der Hauptkirche die Gründung einer eigenen Gemeinde an, der 1896 zugestimmt wurde. 1899 begann der Bau der evangelischen Kirche.

## Verkehrsinfrastruktur
Die stillgelegte Wuppertalbahn (Bahnstrecke Wuppertal-Rauenthal–Krebsöge–Remscheid-Lennep) besaß im Ortsteil einen Haltepunkt unter dem Namen Wuppertal-Laaken. Er wurde 1952 auf Bestreben der lokalen Unternehmen angelegt und diente hauptsächlich deren Belegschaft. Dieser Haltepunkt wurde, bis auf eine kurze Stilllegung in der Zeit von 1957 bis 1960, bis Ende 1979 bedient.